# Юго-восточный истланский сапотекский язык
Юго-восточный истланский сапотекский язык (Latuvi Zapotec, Southeastern Ixtlán Zapotec, Yavesía Zapotec, Zapoteco del Sureste de Ixtlán) — сапотекский язык, на котором говорят в городах Бенито-Хуарес, Гелатао-де-Хуарес, Истлан-де-Хуарес, Йано-Гранде, Калулальпан-де-Морелос, Каррисаль, Ла-Тринидад, Латуви, Нативидад, Неверия, Сан-Мигель-Аматлан, Санта-Катарина-Лачатао, Санта-Мария-Явесия (центр), Сантьяго-Хьякуй штата Оахака в Мексике.